# 广东揭阳杀人卖尸案
广东揭阳杀人卖尸案有两起，分别破获于2004年和2008年。

## 2004年案件
2004年广东揭阳市破获一起恶性杀人倒卖尸体案件。被害人多为智障者、精神病患者及年老体弱者。
罪犯将被害人勒死或毒死后（为保持尸体完整），将尸体卖给中介人，并将尸体偷偷运到外地进行交易，尸体价格每具从1000元到8000元不等，中介人再将尸体转手卖给需要尸体顶替火化的买主，从中牟利。

## 2008年案件
2008年，另一起杀人卖尸案破获。2008年11月6日，揭阳市人民检察院对此案件向法院提起公诉，揭阳市中级人民法院于2008年11月18日公开审理了此案。2009年3月27日，揭阳市中级人民法院做出一审判决，以故意杀人罪，判处刘海群、邓树芝死刑，剥夺政治权利终身；官大杜、黄建辉死刑，缓期2年执行，剥夺政治权利终身；判处郑学群无期徒刑，剥夺政治权利终身；判处官大约有期徒刑12年，剥夺政治权利4年；判处刘木群有期徒刑8年。